# 学校法人日本歯科大学
学校法人日本歯科大学（がっこうほうじんにっぽんしかだいがく）は、日本歯科大学、日本歯科大学東京短期大学及び日本歯科大学新潟短期大学を設置する学校法人。本部は東京都千代田区。理事長は創立者の子孫である中原家が代々務める。現在の学長は藤井一維（第９代目、2020年4月1日就任）。前学長である中原泉は名誉学長。

## 系列
- 日本歯科大学生命歯学部附属病院
- 口腔リハビリテーション多摩クリニック
- 日本歯科大学新潟生命歯学部附属新潟病院
- 日本歯科大学附属新潟医科病院
- 日本歯科大学在宅ケア新潟クリニック